# FRiDAY-MA-MAGiC
「FRiDAY-MA-MAGiC」（フライデー・マ・マジック）は、miwaの楽曲。彼女の7枚目のシングルとして2011年9月21日にSony Music Recordsから発売された。

## 概要
前作「441」から約3か月ぶりのリリース。ドラマタイアップは「オトシモノ」以来で、ドラマ主題歌はデビュー曲「don't cry anymore」以来となる。また、3曲目にはライブ音源が収録されており、ライブ音源が収録されるのは本作が初となる。前作までは"miwa"のロゴフォントが手描きと思われる物だったが、今作ではタイトルと同じフォントとなっている。

## 収録曲
全作詞・作曲：miwa
1. FRiDAY-MA-MAGiC （4:26）
  - 編曲：Naoki-T

TBS系ドラマ『桜蘭高校ホスト部』主題歌。
自身の楽曲で初めてラップが取り入れられている。
PVは通常バージョンとドラマバージョンが存在し、ドラマバージョンには本ドラマに主演した川口春奈が出演している[2]。また、自身のPVで初めて振り付けが用意されている。
2. 始まりは終わりじゃない （4:35）
  - 編曲：L.O.E

2ndアルバム『guitarium』に別バージョンが収録されている。
NHK Eテレ番組『オンマイウェイ』テーマソング。自身もレギュラーで出演[3]。
3. つよくなりたい 〜from live tour 2011"guitarissimo"〜
  - 編曲：Quatre-M

1stアルバム『guitarissimo』収録曲のライブバージョン。
4. FRiDAY-MA-MAGiC 〜instrumental〜

### DVD (初回限定盤)
1. VIDEO CLIP (FRiDAY-MA-MAGiC)